# Eurorack

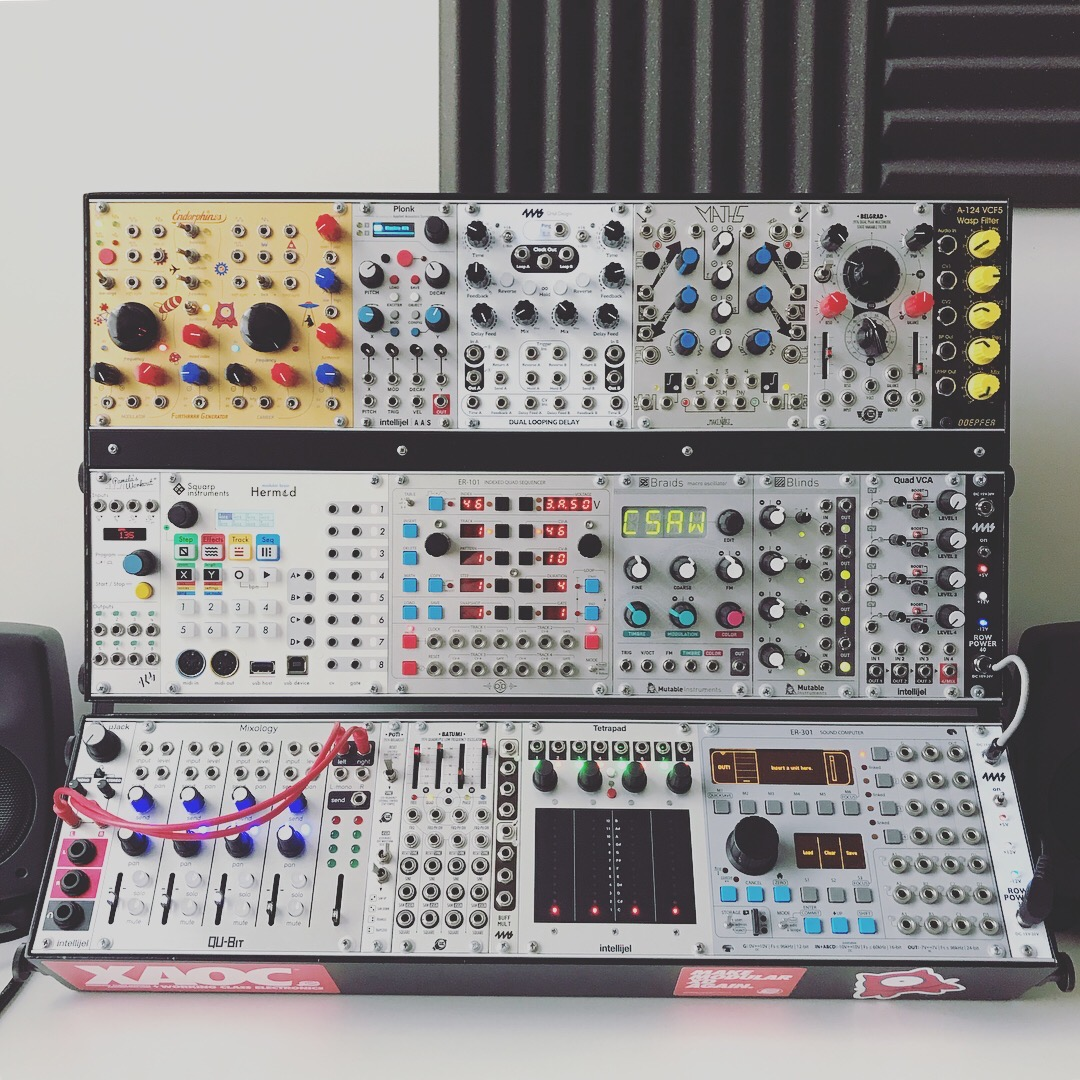
Exemple d'Eurorack comportant un grand nombre de modules

Eurorack est un standard de synthétiseur modulaire, créé par l'allemand Dieter Döpfer, utilisant des tailles de rack d'une hauteur de 3 U, un signal type CV/gate pour la transmission des informations, dont la tension est comprise (et limitée) entre ±12 V et des prises jack 3,5 mm pour les échanges. Il est au départ conçu pour les synthétiseurs analogiques, la communication entre les modules se fait d'ailleurs de base de façon analogique, mais il existe des modules utilisant des processeurs de signal numérique (DSP, comme les générateurs de son en matériel libre de Mutable Instruments) et des modules comportant des convertisseurs numériques vers analogiques et analogiques vers numériques, pour communiquer avec un peu tout via des connecteurs de type MIDI, USB, optique, etc.
Le synthétiseur analogique virtuel modulaire logiciel, VCV Rack émule ce standard.
Le site web Modular Grid, qui permet de tester des arrangements de racks et modules, recense en juin 2021 plus de onze mille modules proposés par 479 fabricants.

## Historique

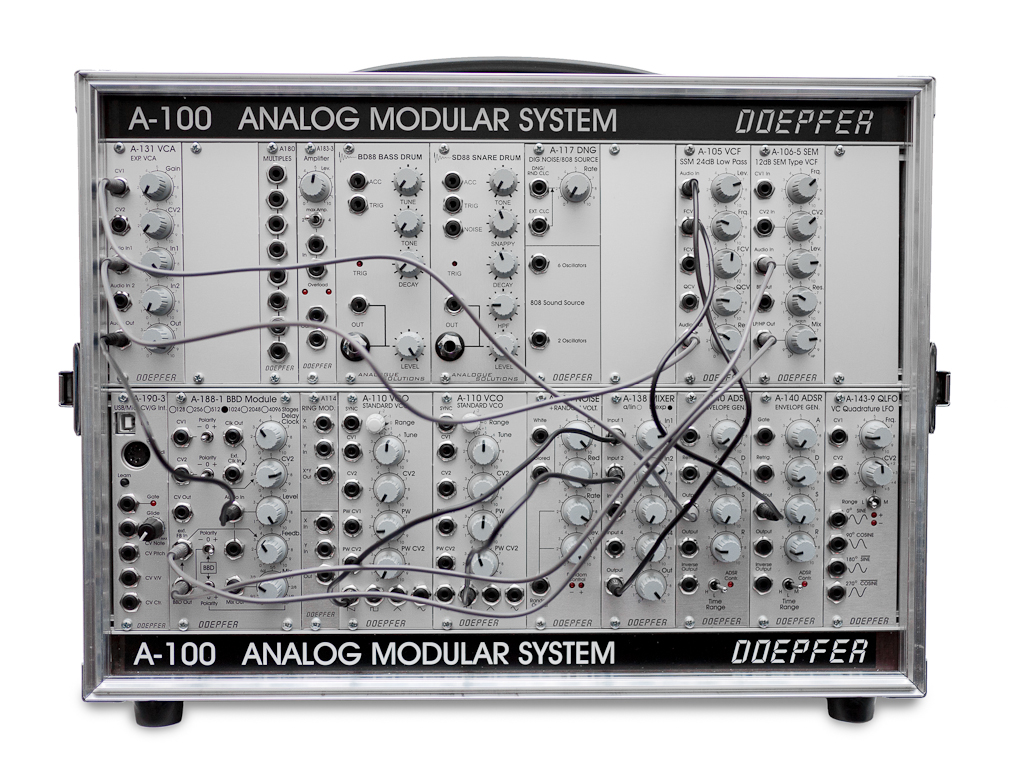
Doepfer A-100

Ce standard a été créé par l'allemand Doepfer avec le premier modèle sorti en 1995, le Doepfer A-100. Auparavant, différents formats existaient à partir des années 1970, ayant tous arrêtés leur production dans les années 1980 :
- Elektor Formant (3 U ou 6 U x 7 HP, jack 3,5 mm , bus 31 broches, ±15 V) ;
- BME PM10/Axiom (3 U x 8 HP, prise RCA, bus 31 broches, ±15 V) ;
- The Synton 3000 (3 U x 8 HP, jack 4 mm (fiche banane), ±15 V).

Des pionniers comme Serge Tcherepnine (fondateur de Serge (en)), qui a créé des modules comportant différents aspects dans leur utilisation, à bas prix, permettant un accès à tous, ainsi que Moog et Buchla ont été des précurseurs de cette norme.

## Types de modules

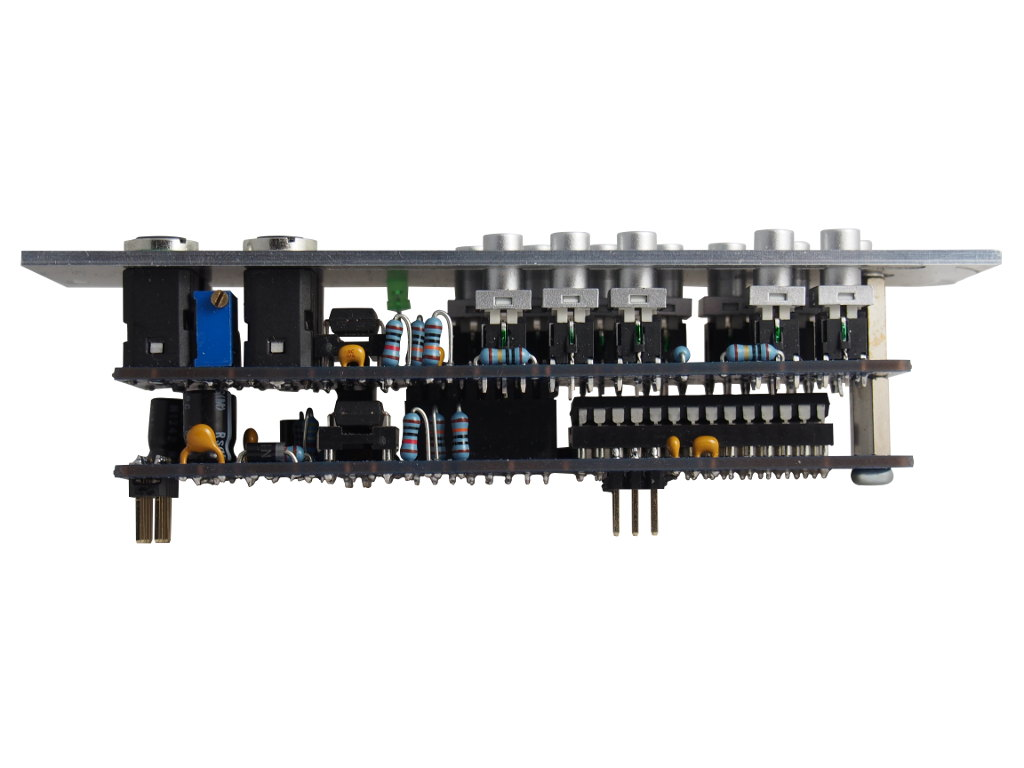
Module DIY Sonic Potions après assemblage

Il existe des milliers de modules utilisant cette norme : étant ouverte, il est possible d'en réaliser soi-même avec quelques connaissances en électronique. 
Les principaux modules de base, fréquemment utilisés, sont :
- VCO : oscillateur commandé en tension (anglais : voltage controlled oscillator), permet de générer une onde sonore de base (sinusoïdale, carrée, en dent de scie ou en bruit) ;
- VCF : filtre contrôlé en tension (voltage controlled filter), pour filtrer le son (bande passante…) ;
- VCA : amplificateur commandé en tension (voltage controlled amplifier), permet de faire varier le volume sonore ;
- ADSR : enveloppe sonore (attack, decay, sustain, release, pour « attaque, descente, tenue et relâchement »), l'enveloppe du son en rapport avec la façon de jouer la note ;
- LFO : oscillateur basse fréquence (Low frequency oscillator), utilisé pour une variation lente et généralement globale du son.

D'autres modules courants sont, par exemple :
- séquenceur ;
- boîte à rythme ;
- oscilloscope, permettant de visualiser, comprendre et déboguer les ensembles de réglages ou certaines parties ;
- lecture d'échantillons sonores ;
- simulations d'instruments de musiques ou de sons naturels
- adaptateurs permettant d'échanger avec d'autres types de médiums (sortie son, micro, ordinateur, instrument de musique électrique, etc.).

## Normes
Les dimensions des panneaux Eurorack dérivent des armoires Eurocard, sans rail ni connecteur de fond de panier.

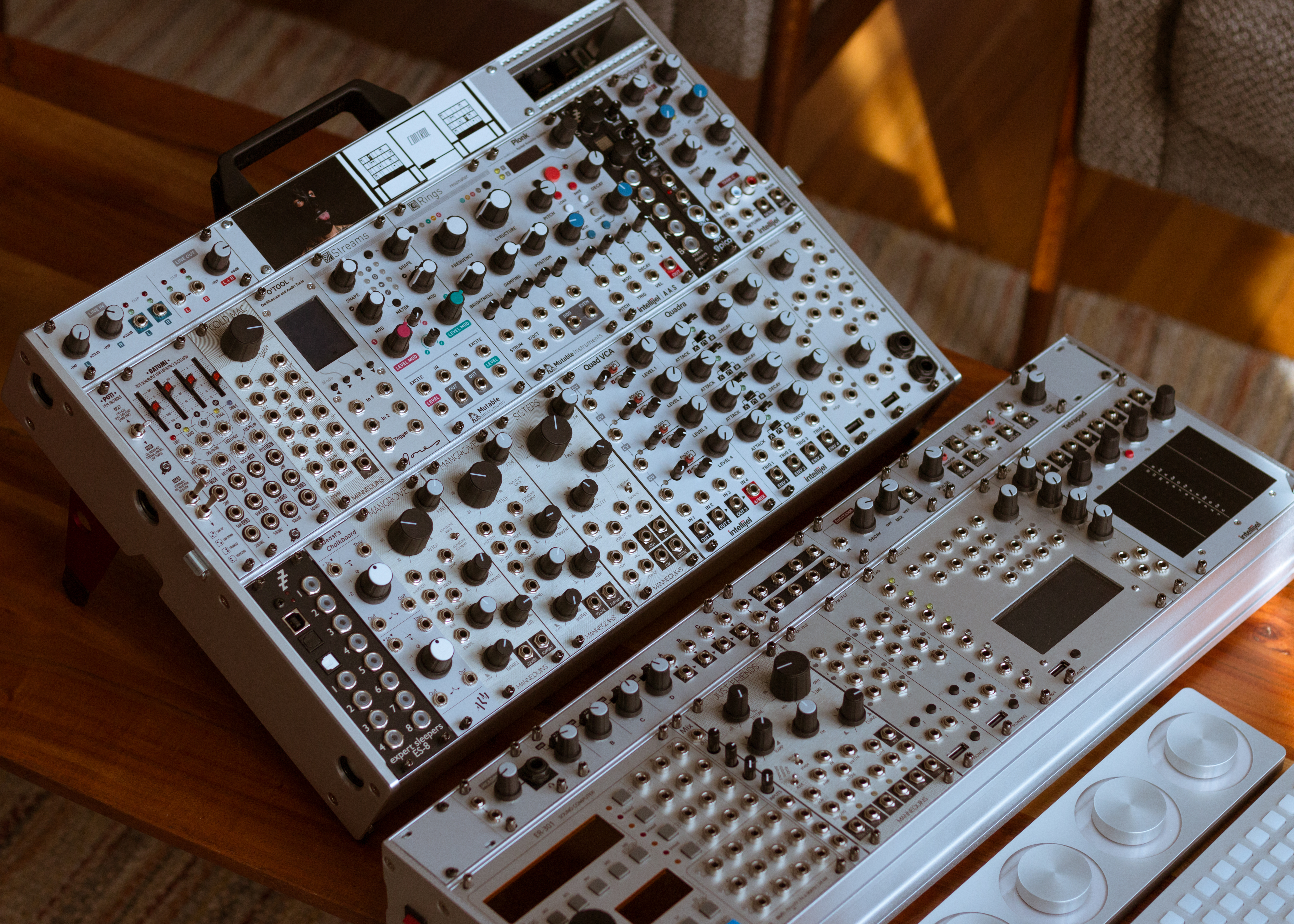
Eurorack comportant des modules 1 U

- Hauteur de 3 U (en théorie 5,25 pouces soit 133,35 mm, mais dans les faits les 3U de l'Eurorack mesure 128,5 mm) et l'unité horizontale est de 2 HP (10,16 mm). En 2018, une évolution de la norme a vu apparaître des modules d'1 U, donc encore plus compacts, développés par différents fabricants. Il existe deux tailles standard, celle de 39,65 mm, développée par Intellijel, tandis-que ceux de Pulp Logic et des autres constructeurs mesurent 43,2 mm de haut.
- Connectique utilisant des câbles jack 3,5 mm mono.
- Saturation de la tension au-delà de la plage ±12 V, avec protection par diode, généralement à 11,7 V[6].
- La sortie audio est limitée à ±5 V[6].
- Les sources de modulation CV (anglais : control voltage) sont soit de 0 à 10 V (CV unipolaire) ou ±5 V (CV bipolaire)[6].
- La fréquence de la note est transmise par le signal CV, avec 1 V/octave. Le calcul de la fréquence peut donc s'effectuer par {\displaystyle f=f_{0}\cdot 2^{V}}, où {\displaystyle f_{0}} est la fréquence de base[6].
- Les signaux déclencheurs (trigger) ont un seuil bas à 0,1 V et un seuil haut entre 1 et 2 V[6].
- Les portes (gate, utilisées par exemple lorsqu'on maintient une touche d'un clavier enfoncé) ont un niveau actif à 10 V[6].

## Fabricants de modules
En 2021, il existe plus de six cents fabricants de modules, parmi lesquels Bastl (matériel open source/DIY), Befaco (open source/DIY), Doepfer, Monome, Mutable Instruments (open source), Roland. Cependant, nombre d'entre eux sont de très petites structures, parfois composées d'une seule personne, et tous ne sont pas actifs.

## Artistes utilisant Eurorack
Liste non exhaustive.
- Alessandro Cortini
- Animal Collective
- Richard Devine[9]
- Depeche Mode
- Kraftwerk[10]
- Kyteman (en)
- Nine Inch Nails
- Vince Clarke